# Lions Hrvatska
Lions Hrvatska, odnosno Lions Distrikt 126, je savez udruga Lions klubova na području Hrvatske, koji su ujedno članovi međunarodne organizacije Lions Clubs International.

## Povijest
Lionizam u Hrvatskoj je pokrenut početkom 1990-ih. Prvi klub osnovan u Hrvatskoj je Lions klub Sveti Vlaho, osnovan 25. listopada 1990. godine u Dubrovniku.
Četiri godine poslije formiranja prvog Lions kluba Hrvatska dobiva svoj Lions distrikt. U Dubrovniku je 2. veljače 1994. godine formiran Inicijativni odbor za usmjeravanje distrikta. Iste godine, na međunarodnoj konvenciji održanoj u Seulu, Južna Koreja, hrvatski District 126 je službeno priznat u statusu tzv. provizornog distrikta. Prvi guverner bio je ujedno i jedan od utemeljitelja lajonizma u Hrvatskoj, Ivica Jakić iz Zagreba. Organizacija je 1998. upisana u Registar udruga RH pod nazivom Savez udruga Lions klubova Hrvatske - Lions distrikt 126 - Hrvatska. Nakon osnivanja intenzivno se razvija Lions pokret u Hrvatskoj, tako da u 2018. godini organizacija ima 1182 člana u 58 klubova.
Hrvatski Lions klubovi su uz pomoć donacija Lions Zaklade (izvorno: Lions Clubs International Foundation) dovršili nekoliko značajnih projekata, kao npr. Očna banka, izgradnja vanjskog boravka bolnice za dišne puteve u Crikvenici, izgradnja centra za obuku pasa vodiča za slijepe Silver u Zagrebu, opremanje škola u Gunji nakon poplave. Računa se da su hrvatski Lions klubovi doprinijeli s preko 5 milijuna eura donacija s kojim su opremane bolnice, škole, centri za obuku pasa, a kupovana je i oprema za društva invalida, kao i za slične aktivnosti.

## Popis guvernera Distrikta
Hrvatskim Lions savezom od uspostavljanja distrikta upravlja guverner koji se bira na jednogodišnji mandat. 
Dosadašnji guverneri su:
- 1995./96. – Ivica Jakić
- 1996./97. – Ivica Jakić (II. put)
- 1997./98. – Antun Tucak
- 1998./99. – Mirko Barišić
- 1999./00. – Bojan Šober
- 2000./01. – Borben Uglešić
- 2001./02. – Šime Nevidal
- 2002./03. – Franjo Sinković
- 2003./04. – Olga Šober
- 2004./05. – Antonija Uglešić
- 2005./06. – Radoslav Galić
- 2006./07. – Lahorka Vlahek-Domac
- 2007./08. – Borut-Borja Kopani
- 2008./09. – Matko Vetma
- 2009./10. – Darko Angebrandt
- 2010./11. – Nikola Plavec
- 2011./12. – Jusuf Šehanović
- 2012./13. – Branko Dragičević
- 2013./14. – Nada Arbanas
- 2014./15. – Dario Bongolo
- 2015./16. – Dražen Melčić
- 2016./17. – Goran Šarić
- 2017./18. – Mladen Kajganić
- 2018./19. – Sanja Paprenjak[4]
- 2019./20. – Darko Ćuruvija
- 2020./21. – Vinka Mitrović
- 2021./22. – Jozo Berečić
- 2022./23. – Alek Kontić
- 2023./24. – Milorad Stanić
- 2024./25. – Robert Vulić

## Poznati članovi
- Mirko Barišić, dugogodišnji predsjednik NK Dinamo
- Nenad Cambi, arheolog, redovni član HAZU.
- Drago Diklić, pjevač, glazbenik, skladatelj, kantautor
- Fredi Fiorentini, doktor kinezioloških znanosti, bivši direktor NK Hajduk
- Branko Grgić, ekonomist, bivši predsjednik NK Hajduk
- Ljubomir Kerekeš, glumac
- Zlatko Mateša, političar, VI. predsjednik Vlade Republike Hrvatske, predsjednik Hrvatskog olimpijskog odbora
- Stipe Mesić, političar, II. predsjednik Republike Hrvatske
- Nenad Prelog, znanstvenik, sveučilišni profesor i diplomat, prvi veleposlanik Republike Hrvatske u Irskoj
- Branko Roglić, poduzetnik, vlasnik Orbico grupe
- Bojan Šober, operni pjevač
- Olga Šober, operna pjevačica
- Antun Tucak, urolog
- Vice Vukov, estradni umjetnik, publicist i političar

## Vanjske poveznice
- Službena stranica
- Stranica na Facebooku